# Lista do Patrimônio Mundial na Europa Meridional
- Albânia
- Andorra
- Bósnia e Herzegovina
- Croácia
- Eslovênia
- Espanha
- Grécia
- Itália
- Malta
- Montenegro
- Macedônia do Norte
- Portugal
- San Marino
- Sérvia
- Vaticano

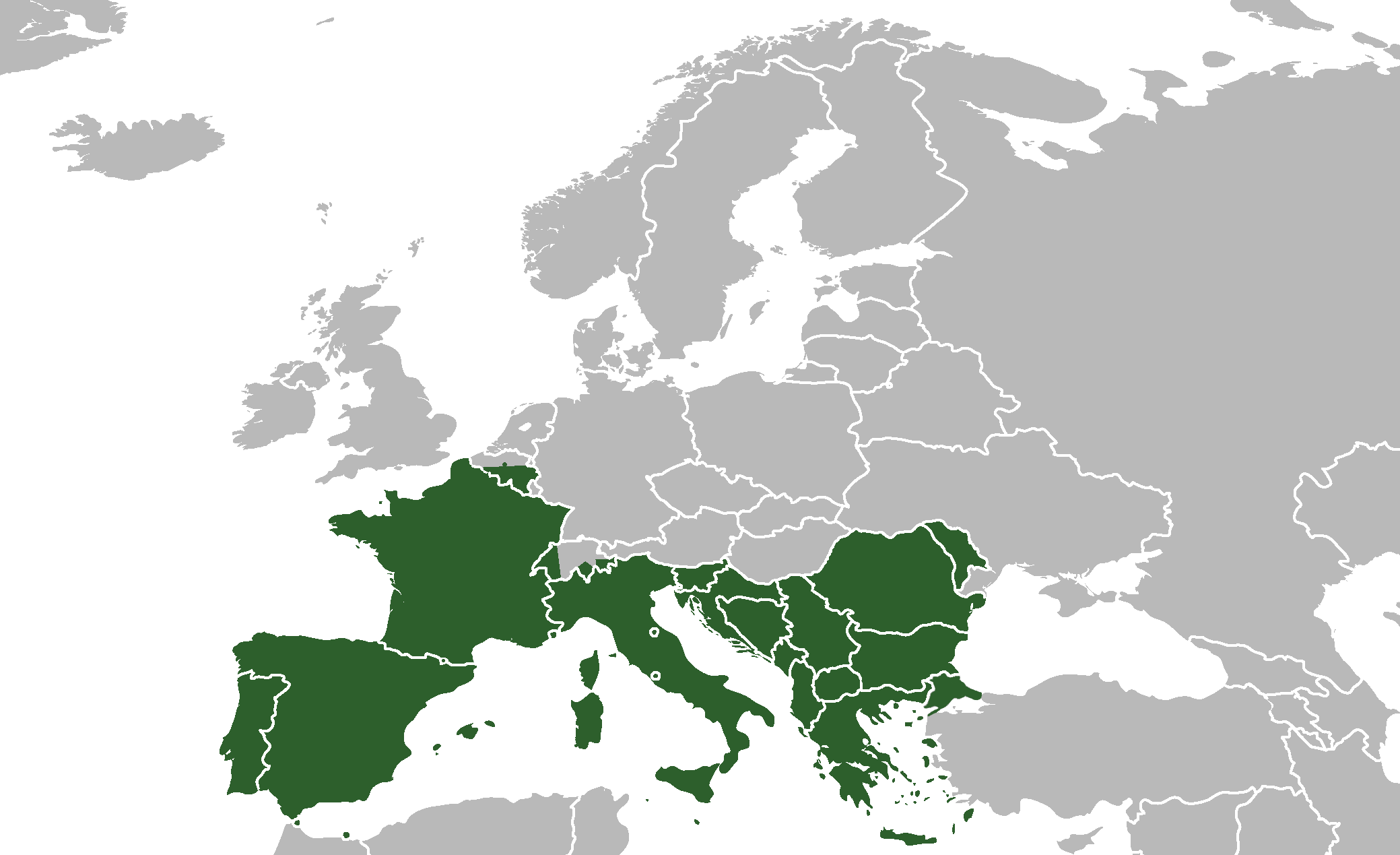
Património Mundial na Europa Meridional

A Organização das Nações Unidas para a Educação, a Ciência e a Cultura (UNESCO) propôs um plano de proteção aos bens culturais do mundo, através do Comité sobre a Proteção do Património Mundial Cultural e Natural, aprovado em 1972. Esta é uma lista do Patrimônio Mundial existente na Europa Meridional, especificamente classificada pela UNESCO e elaborada de acordo com dez principais critérios cujos pontos são julgados por especialistas na área. A Europa Meridional, formada por quinze Estados-parte localizados na porção sul do continente europeu e banhados pelo Mar Mediterrâneo, é uma das sub-regiões classificadas pela UNESCO, sendo parte integrante da região Europa e América do Norte.
Para a definição da UNESCO, a Europa Meridional é composta pelos Estados-parte: Albânia, Andorra, Bósnia e Herzegovina, Croácia, Eslovênia, Espanha, Grécia, Itália, Malta, Montenegro, Macedônia do Norte, Portugal, San Marino, Sérvia e Vaticano. A sub-região abriga mais de uma centena de sítios localizados em 15 diferentes países. A Itália, que possui 58 bens listados, é o país da sub-região e o país do mundo com maior quantidade de sítios classificados como Patrimônio Mundial. Espanha (com 49 propriedades), Grécia (com 18 propriedades) e Portugal (com 17 propriedades) também abrigam as maiores concentrações de sítios listados no Patrimônio Mundial da UNESCO.

## Sítios do Patrimônio Mundial
A região da Europa Meridional conta atualmente com os seguintes lugares declarados como Patrimônio da Humanidade pela UNESCO:
| Sítio | Imagem                                               | País | Localização                        | Critério                          | Ano  | Descrição | Ref.    |
| --- | ---------------------------------------------------- | --- | ---------------------------------- | --------------------------------- | ---- | --- | ------- |
| Núcleo Histórico de Split com o Palácio de Diocleciano                                                    |                                                      | Croácia | Split-Dalmácia                     | Cultural: (ii)(iii)(iv)           | 1979 | O palácio foi construído pelo imperador romano Diocleciano no século IV d.C., e mais tarde serviu de base para a cidade de Split. Uma catedral foi construída na Idade Média dentro do antigo mausoléu, junto com igrejas, fortificações, palácios góticos e renascentistas. O estilo barroco domina o restante do complexo. | [ 4 ]   |
| Região Natural, Histórica e Cultural de Ocrida                                                            |                                                      | Macedónia do Norte | Ocrida                             | Misto: (i)(iii)(iv)(vii)          | 1979 | A cidade de Ocrida é um dos assentamentos humanos mais antigos da Europa, com vestígios arqueológicos da Idade do Bronze à Era Medieval. É um testemunho proeminente das artes e arquitetura bizantinas, como a Igreja de São João em Kaneo. Ocrida possui o mais antigo mosteiro eslavo e a primeira universidade eslava nos Balcãs. | [ 5 ]   |
| Região Natural, Cultural e Histórica de Kotor                                                             |                                                      | Mónaco | Kotor                              | Cultural: (i)(ii)(iii)(iv)        | 1979 | A Baía de Kotor, um porto natural estratégico no Adriático Oriental, foi um importante centro de artes e comércio durante a Idade Média. O valor da região materializa-se na qualidade da arquitetura das suas cidades fortificadas e abertas, povoações, palácios e conjuntos monásticos, e na sua integração harmoniosa na paisagem cultivada em socalcos nas encostas das altas colinas rochosas. | [ 6 ]   |
| Cidade Velha de Dubrovnik                                                                                 |                                                      | Croácia | Dubrovnik-Neretva                  | Cultural: (i)(iii)(iv)            | 1979 | Dubrovnik tornou-se uma próspera república marítima durante a Idade Média, tornou-se a única cidade-estado do Adriático Oriental a rivalizar com Veneza. Apoiada por sua riqueza e diplomacia qualificada, a cidade alcançou um notável nível de desenvolvimento, principalmente durante os séculos XV e XVI. Entre 1991 e 1998, o local esteve listado como Patrimônio Mundial em Perigo devido aos danos causados pela Guerra de Independência da Croácia.                                                                            | [ 7 ]   |
| Parque Nacional dos Lagos de Plitvice                                                                     |                                                      | Croácia | Lika-Senj                          | Natural: (vii)(viii)(ix)          | 1979 | Com o tempo, a água fluiu sobre o calcário e o giz naturais, criando barragens naturais que, por sua vez, criaram uma série de lagos, cachoeiras e cavernas de conexão. As florestas próximas abrigam ursos, lobos e muitas espécies raras de aves. De 1992 a 1997, o local esteve listado como Patrimônio Mundial em Perigo devido aos danos causados pela Guerra de Independência da Croácia. | [ 8 ]   |
| Arte Rupestre do Vale Camonica                                                                            |                                                      | Itália | Lombardia                          | Cultural: (iii)(vi)               | 1979 | Vale Camonica abriga uma das maiores coleções de petróglifos do mundo. Mais de 140.000 esculturas foram criadas no vale durante um período de 8.000 anos, desde o Epipaleolítico até a Idade Média e retratam cenas de agricultura, navegações, guerras e misticismo. | [ 9 ]   |
| Antiga Ras e Sopoćani                                                                                     |                                                      | Sérvia | Ráscia                             | Cultural: (i)(iii)                | 1979 | Nos arredores da Antiga Ras (Stari Ras), a primeira capital da Sérvia, há um impressionante conjunto de monumentos medievais composto por fortalezas, igrejas e mosteiros. O Mosteiro de Sopoćani é uma lembrança dos contatos entre a civilização ocidental e o mundo bizantino. | [ 10 ]  |
| Igreja e Convento Dominicano de Santa Maria delle Grazie com A Última Ceia de Leonardo da Vinci           |                                                      | Itália | Lombardia                          | Cultural: (i)(ii)                 | 1980 | O complexo clerical em Milão foi construído na segunda metade do século XV, sendo parcialmente atribuído a Bramante. A parede norte do refletor do convento apresenta o mural A Última Ceia de Leonardo da Vinci, uma obra-prima da Alta Renascença. | [ 11 ]  |
| Cidade de Valeta                                                                                          |                                                      | Malta | Ilha de Malta                      | Cultural: (i)(vi)                 | 1980 | A cidade de Valeta foi fundada em 1566, concebida e projetada pelos Cavaleiros de São João no final do Renascimento. Apesar de sofrer reformas e danos extensos durante a Segunda Guerra Mundial, grande parte do tecido urbano foi preservado ou restaurado. O conjunto impressionante de monumentos de Valeta inclui a Cocatedral de São João e o Palácio do Grão-Mestre. | [ 12 ]  |
| Hipogeu de Hal Saflieni                                                                                   |                                                      | Malta | Paola                              | Cultural: (iii)                   | 1980 | O hipogeu é uma grande estrutura subterrânea que foi usada como cemitério subterrâneo entre 4.000 a.C. e 2.500 a.C. e foi descoberta em 1902. Três níveis sobrepostos de câmaras foram esculpidos em calcário macio, com algumas câmaras imitando a arquitetura da superfície contemporânea templos megalíticos. | [ 13 ]  |
| Centro Histórico de Roma, Propriedades da Santa Sé e Basílica de São Paulo Extramuros                     |                                                      | Itália · Vaticano | Lazio                              | Cultural: (i)(ii)(iii)(iv)(vi)    | 1980 | A cidade de Roma foi o centro do Império Romano e do mundo cristão e abriga grandes monumentos da antiguidade, como o Coliseu, o Panteão de Roma e o Fórum Romano, além de edifícios dos períodos renascentista e barroco. | [ 14 ]  |
| Templos megalíticos de Malta                                                                              |                                                      | Malta | Gozo                               | Cultural: (iv)                    | 1980 | O sítio classificado abriga sete templos pré-históricos em seis locais distintos que foram construídos durante o terceiro e quarto milênios a.C. Esses templos estão entre as estruturas de pedra mais antigas do mundo e provavelmente tiveram um significado ritual importante para uma sociedade altamente organizada. | [ 15 ]  |
| Centro Histórico de Florença                                                                              |                                                      | Itália | Toscana                            | Cultural: (i)(ii)(iii)(iv)(vi)    | 1982 | A cidade de Florença é símbolo do Renascimento e foi um importante centro do Humanismo renascentista. Teve uma profunda influência na arquitetura e nas artes da Itália e da Europa, sendo lar de artistas como Giotto, Brunelleschi, Botticelli e Michelangelo. Seus principais monumentos incluem Santa Maria del Fiori, a Basílica de Santa Croce, a Galeria Uffizi e o Palazzo Pitti. | [ 16 ]  |
| Zona Central da cidade de Angra do Heroísmo nos Açores                                                    |                                                      | Portugal | Ilha Terceira                      | Cultural: (iv)(vi)                | 1983 | A cidade foi fundada no final do século XV durante a Era dos Descobrimentos. Por 400 anos, até a invenção de navios a vapor, Angra do Heroísmo serviu de porto de escala para navios que se dirigiam à África equatorial e às Índias Orientais e Ocidentais. Os sistemas de defesa da cidade incluem os fortes de São Sebastião e São João Batista. | [ 17 ]  |
| Convento de Cristo em Tomar                                                                               |                                                      | Portugal | Ribatejo                           | Cultural: (i)(vi)                 | 1983 | O Convento de Cristo foi fundado no século XII como reduto dos Templários. Quando a ordem foi dissolvida no século XIV, seu ramo português foi transformado nos Cavaleiros da Ordem de Cristo que mais tarde apoiaram os descobrimentos marítimos de Portugal do século XV. Construído ao longo de vários séculos, o convento mescla diversos elementos da arquitetura românica, gótica, manuelina, renascentista, maneirista e barroca.                                                                                                | [ 18 ]  |
| Mosteiro da Batalha                                                                                       |                                                      | Portugal | Beira Litoral                      | Cultural: (i)(ii)                 | 1983 | O Mosteiro da Batalha foi construído no início do século XV em celebração à vitória portuguesa na Batalha de Aljubarrota em 1385 e configura uma obra-prima da arquitetura gótica com detalhes posteriores em estilo manuelino. | [ 19 ]  |
| Mosteiro dos Jerónimos e Torre de Belém em Lisboa                                                         |                                                      | Portugal | Estremadura                        | Cultural: (iii)(vi)               | 1983 | O Mosteiro dos Jerónimos e a Torre de Belém, situados na freguesia de Belém, em Lisboa e às margens do rio Tejo, são símbolos da Era dos Descobrimentos. O mosteiro foi fundado em memória do Infante Dom Henrique, patrocinador das navegações portuguesas. A torre foi erguida para celebrar a viagem bem-sucedida de Vasco da Gama em 1498. | [ 20 ]  |
| Alhambra, Generalife e Albaicín, Granada                                                                  |                                                      | Espanha | Granada                            | Cultural: (i)(iii)(iv)            | 1984 | Os três sítios são resquícios da influência moura no sul da Espanha. A fortaleza de Alhambra e o palácio do Generalife foram construídos pelos governantes do Emirado de Granada. O distrito de Albaicín abriga exemplares da arquitetura vernacular moura e foi adicionado à lista em 1994. | [ 21 ]  |
| Catedral de Burgos                                                                                        |                                                      | Espanha | Castela e Leão                     | Cultural: (ii)(iv)(vi)            | 1984 | A catedral de estilo gótico foi construída entre os séculos XIII e XVI e foi o local de sepultamento do herói nacional espanhol, El Cid. | [ 22 ]  |
| Centro Histórico de Córdova                                                                               |                                                      | Espanha | Córdova                            | Cultural: (i)(ii)(iii)(iv)        | 1984 | O sítio listado incluía originalmente a Grande Mesquita de Córdoba, uma mesquita do século VII convertida em catedral católica romana no século XIII por Fernando III. Durante o auge do domínio mouro da região, Córdova possuía mais de 300 mesquitas e arquitetura que se comparava à de Constantinopla, Damasco e Bagdá. | [ 23 ]  |
| Mosteiro e Sítio do Escorial, Madrid                                                                      |                                                      | Espanha | Madrid                             | Cultural: (i)(ii)(vi)             | 1984 | O complexo palaciano de El Escorial é listado como um dos vários Sítios Reais espanhóis devido à sua relevância histórica como residência real espanhola. O palácio foi construído por Filipe II e projetado pelo arquiteto Juan Bautista de Toledo para servir como um atestado do protagonismo espanhol no mundo cristão. | [ 24 ]  |
| Cidade do Vaticano                                                                                        |                                                      | Vaticano | Vaticano                           | Cultural: (i)(ii)(iv)(vi)         | 1984 | A Cidade do Vaticano é um dos mais importantes locais da história do Cristianismo como sede mundial da Igreja Católica Romana. A pequena cidade-estado situada no coração de Roma abriga uma grande coleção de obras-primas artísticas e arquitetônicas incluindo a Basílica de São Pedro, o Palácio Apostólico e a Capela Sistina que abrigam obras de gênios do Renascimento como Bramante, Rafael Sanzio, Michelangelo e Gianlorenzo Bernini.                                                                                        | [ 25 ]  |
| Obras de Antoni Gaudí                                                                                     |                                                      | Espanha | Catalunha                          | Cultural: (i)(ii)(iv)             | 1984 | A obra arquitetônica de Antoni Gaudí integra o movimento modernista do século XX, mas seus projetos são considerados altamente únicos. Este sítio serial originalmente incluía o Parque Güell, o Palácio Güell e a Casa Milà; tendo sido ampliado em 2005 para incluir a Casa Vicens, a cripta e a fachada da Sagrada Família, a Casa Batlló e a Cripta da Colónia Güell. | [ 26 ]  |
| Caverna de Altamira                                                                                       |                                                      | Espanha | Cantábria                          | Cultural: (i)(iii)                | 1984 | A Caverna de Altamira abriga exemplos de pinturas rupestres do Paleolítico Superior concebidas entre 35.000 e 11.000 a.C. As cavernas estão bem preservadas devido ao seu profundo isolamento do clima externo. | [ 27 ]  |
| Monumentos de Oviedo e o Reino das Astúrias                                                               |                                                      | Espanha | Astúrias                           | Cultural: (i)(ii)(iv)             | 1985 | O Reino das Astúrias permaneceu a única região cristã da Espanha no século IX. Desenvolveu seu próprio estilo de arte e arquitetura pré-românica que é presente em várias igrejas e monumentos. O sítio original intitulado "Igrejas do Reino das Astúrias" foi estendido para incluir outros monumentos como La Focalada. | [ 28 ]  |
| Cidade Antiga de Ávila com suas Igrejas Extra-muros                                                       |                                                      | Espanha | Castela e Leão                     | Cultural: (iii)(iv)               | 1985 | A muralha defensiva que cerca a cidade original foi construída no século XI e possui 82 torres semicirculares e 9 portões, sendo um dos exemplos mais completos de muralhas da Espanha. | [ 29 ]  |
| Cidade Antiga de Segóvia e seu Aqueduto                                                                   |                                                      | Espanha | Castela e Leão                     | Cultural: (i)(iii)(iv)            | 1985 | O aqueduto romano de Segóvia foi construído no século I, o Alcácer medieval no século XI e a Catedral de Santa Maria no século XVI. Juntos, estes monumentos são testemunho da transição arquitetônica e cultural da região desde a era romana até o florescer da arte gótica e do ideal de vida urbana medieval. | [ 30 ]  |
| Cidade Velha de Santiago de Compostela                                                                    |                                                      | Espanha | Galiza                             | Cultural: (i)(ii)(vi)             | 1985 | A Catedral de Santiago de Compostela é o reputado local de sepultura do Apóstolo Tiago e ponto final do Caminho de Santiago, uma rota de peregrinação que atravessa todo o norte de Espanha. A cidade foi destruída por muçulmanos no século X e reconstruída no século seguinte. | [ 31 ]  |
| Centro Histórico de Évora                                                                                 |                                                      | Portugal | Alentejo Central                   | Cultural: (ii)(iv)                | 1986 | | [ 32 ]  |
| Cidade Histórica de Toledo                                                                                |                                                      | Espanha | Castela-Mancha                     | Cultural: (i)(ii)(vi)             | 1986 | Toledo foi fundada pelos romanos, serviu como capital do Reino Visigótico, foi importante na Espanha islâmica e durante a Reconquista e brevemente serviu como capital da Espanha. A cidade combina influências cristãs, muçulmanas e judaicas. | [ 33 ]  |
| Arquitetura mudéjar de Aragão                                                                             |                                                      | Espanha | Aragão                             | Cultural: (ii)(iv)(vi)            | 1986 | O sítio classificado original era composto por quatro igrejas em Teruel no estilo mudéjar, uma mescla de estilos islâmicos tradicionais e europeus contemporâneos. | [ 34 ]  |
| Mosteiro de Studenica                                                                                     |                                                      | Sérvia | Sérvia Central                     | Cultural: (i)(ii)(iv)(vi)         | 1986 | O Mosteiro de Studenica foi criado no final do século XII por Estêvão Nemânia, fundador do Estado sérvio medieval, logo após sua abdicação. É o maior e mais rico dos mosteiros ortodoxos da região. Seus dois principais monumentos, a Igreja da Virgem e a Igreja do Rei, ambos construídos em mármore branco, abrigam coleções inestimáveis de pintura bizantina dos séculos XIII e XIV. | [ 35 ]  |
| Templo de Apolo Epicuro em Bassas                                                                         |                                                      | Grécia | Messénia                           | Cultural: (i)(ii)(iii)            | 1986 | O templo dedicado a Apolo, deus grego da medicina e do sol, foi construído em meados do século V a.C. nas montanhas da Arcádia. O templo, que possui o mais antigo capitel coríntio já encontrado, combina o estilo arcaico e a serenidade do estilo dórico com algumas características arquitetônicas ousadas. | [ 36 ]  |
| Acrópole de Atenas                                                                                        |                                                      | Grécia | Ática                              | Cultural: (i)(ii)(iii)(iv)(vi)    | 1987 | Uma coleção de obras arquitetônicas maciças, mas perfeitamente equilibradas em harmonia com a paisagem natural, a Acrópole de Atenas é uma das expressões mais importantes da estética grega clássica. Foi concluído no século V a.C. e, desde então, exerceu uma profunda influência na arquitetura do mundo ocidental. | [ 37 ]  |
| Sítio Arqueológico de Delfos                                                                              |                                                      | Grécia | Fócida                             | Cultural: (i)(ii)(iii)(iv)(vi)    | 1987 | O santuário pan-helênico de Delfos, local do oráculo dedicado ao deus Apolo, era o centro espiritual do mundo grego antigo. Situado em um cenário natural espetacular no Monte Parnaso, foi um símbolo da unidade cultural grega a partir do século VIII a.C. | [ 38 ]  |
| Catedral, Alcázar e Arquivo das Índias em Sevilha                                                         |                                                      | Espanha | Andaluzia                          | Cultural: (i)(ii)(iii)(vi)        | 1987 | O Alcázar foi construído durante a dinastia almóada que governou o sul da Espanha até a Reconquista. A Catedral data do século XV e abriga os túmulos de Fernando III de Castela e Cristóvão Colombo. O Arquivo das Índias guarda documentos valiosos relativos à colonização das Américas. | [ 39 ]  |
| Piazza del Duomo, Pisa                                                                                    |                                                      | Itália | Toscana                            | Cultural: (i)(ii)(iv)(vi)         | 1987 | A Piazza dei Miracoli é um dos maiores complexos arquitetônicos medievais e compreende quatro obras-primas do século XI ao XIV: a Catedral com seu batistério, o Camposanto Monumentale e a notória torre inclinada. A arquitetura românica desenvolvido em Pisa foi influente em outras cidades da Toscana. O complexo também serviu de local dos experimentos científicos de Galileu Galilei. | [ 40 ]  |
| Veneza e sua laguna                                                                                       |                                                      | Itália | Vêneto                             | Cultural: (i)(ii)(iii)(iv)(v)(vi) | 1987 | A cidade de Veneza foi fundada no século V e se desenvolveu em uma grande potência marítima, a República de Veneza, no século X. É construído em mais de 100 ilhas na lagoa e contém monumentos como a Basílica de São Marcos, o Palácio Ducal e inúmeras igrejas e pontes. Mesmo após seu declínio no poder político, Veneza permaneceu influente no campo das artes, com as inovações dos pintores Bellini, Giorgione, Ticiano, Tintoretto, Veronese e Tiepolo. Veneza também está associada ao explorador do século XIII Marco Polo. | [ 41 ]  |
| Cidade Medieval de Rodes                                                                                  |                                                      | Grécia | Dodecaneso                         | Cultural: (ii)(iv)(v)             | 1988 | A cidade de Rodes foi transformada em fortaleza cruzada durante sua ocupação pela Ordem de São João de Jerusalém de 1309 a 1523. Posteriormente, a cidade foi tomada por turcos e italianos que legaram um grande patrimônio artístico e arquitetônico. A Cidade Alta é um dos mais belos conjuntos urbanos do período gótico enquanto a Cidade Baixa possui mesquitas, banhos públicos e outras construções que datam do período otomano.                                                                                              | [ 42 ]  |
| Meteora                                                                                                   |                                                      | Grécia | Tessália                           | Misto: (i)(ii)(iv)(v)(vii)        | 1988 | Em uma região de picos de arenito quase inacessíveis, os monges se estabeleceram nessas "colunas do céu" a partir do século XI. Vinte e quatro desses mosteiros foram construídos, apesar de incríveis dificuldades, na época do grande renascimento do ideal eremítico no século XV. Seus afrescos do século XVI marcam uma etapa fundamental no desenvolvimento da pintura pós-bizantina. |         |
| Monte Atos                                                                                                |                                                      | Grécia | Monte Atos                         | Misto: (i)(ii)(iv)(v)(vi)(vii)    | 1988 | Um retiro espiritual ortodoxo desde 1054, o Monte Atos tem um estatuto autônomo desde os tempos bizantinos. A "Montanha Sagrada", proibida para mulheres e crianças, também é um local artístico reconhecido. A disposição dos mosteiros (cerca de 20 dos quais são atualmente habitados por cerca de 1.400 monges) teve uma influência tão ampla quanto a Rússia, e sua escola de pintura influenciou a história da arte ortodoxa. |         |
| Catedral Velha de Salamanca                                                                               |                                                      | Espanha | Castela e Leão                     | Cultural: (i)(ii)(iv)             | 1988 | Salamanca é um importante centro universitário, pois a Universidade de Salamanca, fundada em 1218, é a mais antiga da Espanha e uma das mais antigas da Europa. A cidade foi conquistada pela primeira vez pelos cartagineses no século III, e mais tarde governada pelos romanos e mouros. |         |
| Monumentos Paleocristãos e Bizantinos de Tessalónica                                                      |                                                      | Grécia | Macedônia Central                  | Cultural: (i)(ii)(iv)             | 1988 | Fundada em 315 a.C., a capital da província e porto marítimo de Tessalônica foi uma das primeiras bases para a propagação do cristianismo. Entre seus monumentos cristãos estão belas igrejas, algumas construídas em forma de cruz grega e outras em forma de basílica. |         |
| Sítio Arqueológico de Epidauro                                                                            |                                                      | Grécia | Peloponeso                         | Cultural: (i)(ii)(iii)(iv)(vi)    | 1988 | A cidade de Epidauro desenvolveu-se a partir de um culto anterior ao deus Apolo durante o século VI a.C. Os seus principais monumentos, nomeadamente o Templo de Asclépio, o Tholos e o teatro – considerado uma das mais puras obras-primas da arquitetura grega – datam do século IV. O vasto local, com seus templos e edifícios hospitalares dedicados a seus deuses curadores, fornece informações valiosas sobre os cultos de cura da antiguidade clássica.                                                                       |         |
| Sìtio Arqueológico de Mistras                                                                             |                                                      | Grécia | Peloponeso                         | Cultural: (ii)(iii)(iv)           | 1989 | Conhecida como "a Maravilha de Moreia", a cidade medieval notavelmente bem preservada de Mistras desempenhou um papel central nos anos finais do Império Bizantino. Construída em uma colina íngreme no sopé do Taígeto, foi a última fortaleza bizantina tomada pelos otomanos em 1461. |         |
| Sítio Arqueológico de Olímpia                                                                             |                                                      | Grécia | Peloponeso                         | Cultural: (i)(ii)(iii)(iv)(vi)    | 1989 | A cidade de Olímpia, construída às margens do rio Alfeu, no Peloponeso, foi o local dos Jogos Olímpicos da Antiguidade que começaram em 776 a.C. Além de numerosos templos e santuários, o sítio listado abriga ruínas de várias estruturas esportivas, como seu famoso estádio. |         |
| Mosteiro de Alcobaça                                                                                      |                                                      | Portugal | Leiria                             | Cultural: (i)(iv)                 | 1989 | |         |
| Delos |                                                      | Grécia | Egeu Meridional                    | Cultural: (ii)(iii)(iv)(vi)       | 1990 | Local de nascimento de Apolo e Ártemis na mitologia grega, a ilha sagrada de Delos foi um dos mais importantes santuários pan-helênicos. O Santuário de Apolo atraiu peregrinos de toda a Grécia Antiga, tornando Delos um próspero porto comercial. |         |
| Centro Histórico de San Gimignano                                                                         |                                                      | Itália | Toscana                            | Cultural: (i)(iii)(iv)            | 1990 | |         |
| Mosteiro de Poblet                                                                                        |                                                      | Espanha | Tarragona                          | Cultural: (i)(iv)                 | 1991 | O mosteiro foi fundado pelos cistercienses em 1151 e está associado a várias famílias reais da Espanha medieval, particularmente aos reis de Aragão. É o local de sepultamento dos monarcas aragoneses Afonso II, João I e João II. |         |
| Butroto                                                                                                   |                                                      | Albânia | Sarandë                            | Cultural: (iii)                   | 1992 | Butroto foi uma cidade greco-romana e sede de um bispado romano tardio. Após um período de abandono, foi ocupada pelos bizantinos, angevinos e venezianos e entrou em ruínas no final da Idade Média. Sítios arqueológicos proeminentes incluem um teatro grego, um batistério do final da Antiguidade, uma basílica do século IX e fortificações do período da colônia grega até a Idade Média. |         |
| Pitagorião e Heraião da ilha de Samos                                                                     |                                                      | Grécia | Egeu Setentrional                  | Cultural: (ii)(iii)               | 1992 | Ilha do Mar Egeu, perto da Ásia Menor, que têm sido habitada por diversas civilizações desde o terceiro milênio a.C. Ainda podem ser encontradas ruínas de Pitagorião, um antigo porto fortificado com monumentos greco-romanos e um espetacular túnel-aqueduto, bem como o Heraião, templo dedicado à deusa Hera. |         |
| Conjunto Arqueológico de Mérida                                                                           |                                                      | Espanha | Estremadura                        | Cultural: (iii)(iv)               | 1993 | Mérida foi fundada em 25 a.C. pelos romanos como Augusta Emerita e era a capital da província da Lusitânia. Ruínas da era romana incluem uma ponte, aqueduto, anfiteatro, teatro, circo e fórum. |         |
| Caminho de Santiago de Compostela                                                                         |                                                      | Espanha | Castela e Leão Galiza Navarra      | Cultural: (ii)(iv)(vi)            | 1993 | A Rota ou Caminho de Santiago é uma ampla rede de peregrinação que se estende desde a fronteira franco-espanhola até à Catedral de Santiago de Compostela, onde se acredita estar enterrado o Apóstolo Tiago. |         |
| Mosteiro Real de Santa Maria de Guadalupe                                                                 |                                                      | Espanha | Estremadura                        | Cultural: (iv)(vi)                | 1993 | O mosteiro dedicado à Nossa Senhora de Guadalupe é um santuário mariano encontrado no século XIII após ter sido soterrado pelos muçulmanos em 714. A Virgem de Guadalupe e o mosteiro serviram como símbolos importantes durante a Reconquista em 1492. |         |
| Sassi di Matera                                                                                           |                                                      | Itália | Basilicata                         | Cultural: (iii)(iv)(v)            | 1993 | Este sítio compreende dois distritos de Matera, com moradias em cavernas ocupadas desde o Paleolítico. Os habitantes ocuparam as cavernas no planalto cárstico de Murge e, posteriormente, começaram a esculpir e construir estruturas mais elaboradas como igrejas, mosteiros e eremitérios. |         |
| Cidade de Vicenza e Villas de Palladio no Véneto                                                          |                                                      | Itália | Véneto                             | Cultural: (i)(ii)                 | 1994 | No século XVI, várias vilas foram construídas na cidade de Vicenza e na região circundante de Véneto pelo arquiteto Andrea Palladio. Seus projetos tiveram uma profunda influência na arquitetura e inspiraram o estilo palladiano. Originalmente listado em 1994 como "Vicenza, Cidade de Palladio", o sítio foi ampliado em 1996 para incluir várias villas na região. |         |
| Parque Nacional de Doñana                                                                                 |                                                      | Espanha | Huelva Sevilha Cádis               | Natural: (vii)(ix)(x)             | 1994 | O parque consiste na região do delta do rio Guadalquivir no Oceano Atlântico. É o lar de uma grande variedade de biótopos, como lagoas, pântanos, dunas e maquis. O parque é uma das maiores regiões de garças da região do Mediterrâneo e abriga mais de 500.000 aves aquáticas durante o inverno. |         |
| Crespi d'Adda                                                                                             |                                                      | Itália | Lombardia                          | Cultural: (iv)(v)                 | 1995 | Crespi d'Adda é uma cidade empresarial bem preservada construída nos séculos XIX e XX para abrigar funcionários do magnata têxtil Cristoforo Crespi. A cidade inclui edifícios residenciais e locais de serviços públicos como uma clínica hospitalar, uma escola, um teatro e um centro esportivo. |         |
| Paisagem Cultural de Sintra                                                                               |                                                      | Portugal | Estremadura                        | Cultural: (ii)(iv)(v)             | 1995 | Sintra tornou-se o primeiro centro da arquitetura neoclássica europeia do século XIX. Fernando II transformou um mosteiro em ruínas num castelo onde esta nova sensibilidade se manifestou na utilização de elementos góticos, egípcios, mouriscos e renascentistas e na criação de um parque que mistura espécies arbóreas locais e exóticas. | [ 43 ]  |
| Ferrara: Cidade do Renascimento e seu Delta do Pó                                                         |                                                      | Itália | Emília-Romanha                     | Cultural: (ii)(iii)(iv)(v)(vi)    | 1995 | Ferrara foi um centro intelectual e artístico durante o Renascimento italiano dos séculos XV e XVI e recebeu diversos artistas para decorar várias villas e palácios enquanto sua escola de arquitetura influenciou o estilo na Itália e na Europa. | [ 44 ]  |
| Centro Histórico de Nápoles                                                                               |                                                      | Itália | Campanha                           | Cultural: (ii)(iv)                | 1995 | Nápoles, fundada em 470 a.C. por colonos gregos, foi uma das cidades mais importantes da Magna Grécia e da República Romana além de capital do Reino de Nápoles sob domínio de várias casas reais. Alguns dos monumentos importantes incluem a Basílica de Santa Clara do século XIV, o Castel Nuovo do século XIII e o Palácio Real do século XVII. | [ 45 ]  |
| Centro Histórico de Siena                                                                                 |                                                      | Itália | Toscana                            | Cultural: (i)(ii)(iv)             | 1995 | A cidade de Siena preservou seu estilo gótico medieval do século XII ao XV. A cidade foi erguida em torno da Piazza del Campo, sendo local de origem de vários importantes pintores renascentistas, incluindo Duccio, Ambrogio Lorenzetti e Simone Martini. | [ 46 ]  |
| Sítio Arqueológico de Vergina                                                                             |                                                      | Grécia | Macedônia Central                  | Cultural: (i)(iii)                | 1996 | A antiga cidade de Aigai foi a primeira capital do Reino da Macedônia. Além do palácio monumental ricamente decorado com mosaicos e estuques pintados, o sítio listado contém um cemitério com mais de 300 tumbas, uma das quais foi identificada como a de Filipe II, pai de Alexandre, o Grande. | [ 47 ]  |
| Castel del Monte                                                                                          |                                                      | Itália | Apúlia                             | Cultural: (i)(ii)(iii)            | 1996 | O castelo octogonal foi construído pelo Imperador Romano-Germânico Frederico II no século XIII e combina o gótico cisterciense do norte da Europa, a arquitetura islâmica e elementos da Antiguidade Clássica de maneira perfeitamente simétrica. | [ 48 ]  |
| Monumentos paleocristãos de Ravena                                                                        |                                                      | Itália | Emília-Romanha                     | Cultural: (i)(ii)(iii)(iv)        | 1996 | Este local compreende oito monumentos na cidade de Ravena, que foi sede do Império Romano no século V. As igrejas e mausoléus são decorados com mosaicos de grande qualidade artística que mesclam temas ocidentais e bizantinos. | [ 49 ]  |
| Centro Histórico do Porto, Ponte de D. Luís e Mosteiro da Serra do Pilar                                  |                                                      | Portugal | Norte                              | Cultural: (iv)                    | 1996 | A cidade do Porto, construída ao longo da colina que se estende ao longo do foz do rio Douro, é uma milenar paisagem urbana. Seu crescimento contínuo e relacionado às navegações, manifesta-se nos muitos e variados monumentos, desde a Sé Catedral de inspiração românica ao Palácio da Bolsa de estilo neoclássico e à Igreja de Santa Clara. | [ 50 ]  |
| Centro Histórico da Cidade de Pienza                                                                      |                                                      | Itália | Toscana                            | Cultural: (i)(ii)(iv)             | 1996 | A cidade de Pienza foi reformada pelo Papa Pio II a partir de 1459 de acordo com as ideias humanistas renascentistas de arquitetura urbana. O projeto foi supervisionado pelo arquiteto Bernardo Rossellino que construiu novas praças, igrejas e palácios tornando a cidade um modelo para o desenvolvimento urbano em outras localidades italianas e europeias. | [ 51 ]  |
| Cidade histórica fortificada de Cuenca                                                                    |                                                      | Espanha | Cuenca                             | Cultural: (ii)(v)                 | 1996 | Os mouros construíram a cidade fortificada no início do século VIII e esta foi capturada pelos cristãos no século XII. A Catedral de Santa Maria é o primeiro exemplo da arquitetura gótica na Espanha e a cidade também é notória por suas casas colgadas, residências erguidas nos limites dos penhascos. | [ 52 ]  |
| Bolsa da Seda de Valência                                                                                 |                                                      | Espanha | Valência                           | Cultural: (i)(iv)                 | 1996 | La Lonja de la Seda (ou Llotja na língua valenciana) significa "Bolsa da Seda", sendo um conjunto grandioso de edifícios góticos que demonstram a riqueza de Valência como uma importante cidade mercantil mediterrânea e europeia no período. | [ 53 ]  |
| Trulli de Alberobello                                                                                     |                                                      | Itália | Bari                               | Cultural: (iii)(iv)(v)            | 1996 | Os trulli são cabanas tradicionais de pedra calcária típicas da região da Apúlia construídas pelo menos a partir de meados do século XIV em uma técnica pré-histórica de gesso, geralmente apresentando telhados cônicos, abobadados ou piramidais de lajes de pedra com mísulas. | [ 54 ]  |
| Palácio barroco de Caserta e jardins, Aqueduto de Vanvitelli e Complexo arquitectónico de San Leucio      |                                                      | Itália | Campânia                           | Cultural: (i)(ii)(iii)(iv)        | 1997 | Este complexo palaciano de grandes proporções foi construído pelo rei Carlos III durante o reinado da Dinastia Bourbon sobre o Reino de Nápoles em meados do século XVIII. Foi projetado pelo arquiteto Luigi Vanvitelli e inspirado nos palácios reais de Versalhes e Madrid conforme as ideias arquitetônicas e paisagísticas do Iluminismo. | [ 55 ]  |
| Zona Arqueológica de Agrigento                                                                            |                                                      | Itália | Sicília                            | Cultural: (i)(ii)(iii)(iv)        | 1997 | Agrigento, uma colônia grega fundada no século VI a.C., tornou-se uma das principais cidades da Magna Grécia e do Mediterrâneo. Vários templos dóricos foram preservados e representam um dos locais mais notáveis da arte e cultura grega. | [ 56 ]  |
| Áreas arqueológicas de Pompeia, Herculano e Torre Annunziata                                              |                                                      | Itália | Campânia                           | Cultural: (iii)(iv)(v)            | 1997 | Este sítio compreende três locais que foram enterrados sob cinzas vulcânicas durante a erupção do Monte Vesúvio em 79. As cidades de Pompeia e Herculano são duas cidades romanas completamente preservadas e fornecem informações sobre a sociedade local do século I d.C., enquanto as duas vilas de Torre Annunziata abrigam pinturas murais bem preservadas. | [ 57 ]  |
| Jardim Botânico de Pádua                                                                                  |                                                      | Itália | Vêneto                             | Cultural: (ii)(iii)               | 1997 | O Jardim Botânico de Pádua foi fundado em 1545 como o primeiro jardim botânico universitário do mundo. Desde sua fundação, a instituição têm sido um centro de pesquisa científica renomado, bem como um modelo para outros jardins botânicos no mundo. | [ 58 ]  |
| Catedral de Módena, Torre Civica e Piazza Grande, Módena                                                  |                                                      | Itália | Emília-Romanha                     | Cultural: (i)(ii)(iii)(iv)        | 1997 | O complexo arquitetônico do século XII, composto pela Catedral de Santa Maria, a Torre Civica e a Piazza Grande, é um excelente exemplar dos primórdios do desenvolvimento da arte românica, com forte influência nas fases posteriores do estilo. A Catedral foi projetada pelo arquiteto Lanfranco e decorada pelo escultor Wiligelmo. | [ 59 ]  |
| Costa Amalfitana                                                                                          |                                                      | Itália | Campânia                           | Cultural: (ii)(iv)(v)             | 1997 | A paisagem cultural mediterrânea da Costa Amalfitana foi moldada de forma proeminente durante a época medieval do Ducado de Amalfi (do século IX ao XI) em uma mistura de influências ocidentais e bizantinas. A costa inclui cidades, como Amalfi e Ravello, além de vinhedos, pomares e pastagens, no ponto onde as montanhas tocam o mar. | [ 60 ]  |
| Basílica Eufrasiana                                                                                       |                                                      | Croácia | Ístria                             | Cultural: (ii)(iii)(iv)           | 1997 | O complexo episcopal, com seus impressionantes mosaicos que datam do século VI, é um dos melhores exemplos da arte e arquitetura bizantina na região do Mediterrâneo e no mundo. Inclui a própria basílica, uma sacristia, um batistério e a torre sineira do palácio arcebispal adjacente. | [ 61 ]  |
| Cidade Histórica de Trogi                                                                                 |                                                      | Croácia | Split-Dalmácia                     | Cultural: (ii)(v)                 | 1997 | A rica cultura de Trogir foi criada sob a influência dos antigos gregos, romanos e venezianos. É o complexo românico-gótico mais bem preservado não apenas do Adriático, mas de toda a Europa Central. O núcleo medieval de Trogir, cercado por muralhas, abrange um castelo e uma torre preservados e uma série de habitações e palácios dos períodos românico, gótico, renascentista e barroco. | [ 62 ]  |
| Las Médulas                                                                                               |                                                      | Espanha | Leão                               | Cultural: (i)(ii)(iii)(iv)        | 1997 | Os romanos estabeleceram uma mina de ouro e trabalharam no local por dois séculos. Eles usaram uma forma inicial de mineração hidráulica e escavaram aquedutos nas falésias para fornecer água para as operações. Os romanos deixaram a região no início do século III, legando penhascos íngremes e infraestrutura de mineração intacta até os dias atuais. | [ 63 ]  |
| Palácio da Música Catalã e Hospital de Sant Pau, Barcelona                                                |                                                      | Espanha | Catalunha                          | Cultural: (i)(ii)(iv)             | 1997 | Ambos os edifícios foram construídos no início do século XX e projetados por Lluís Domènech i Montaner no movimento modernista Art nouveau, muito popular em Barcelona naquele período. Os dois edifícios são as obras mais famosas de Montaner. | [ 64 ]  |
| Portovenere, Cinque Terre e as Ilhas (Palmaria, Tino e Tinetto)                                           |                                                      | Itália | La Spezia                          | Cultural: (ii)(iv)(v)             | 1997 | A paisagem cultural ao longo da costa da Ligúria foi moldada por humanos ao longo do último milênio. Existem várias pequenas cidades cênicas construídas entre o terreno íngreme e acidentado, e a terra foi convertida em terraços. Há também três ilhas ao largo da costa com restos de edifícios monásticos antigos. | [ 65 ]  |
| Pirenéus-Monte Perdido                                                                                    |                                                      | Espanha · França | Huesca Sul-Pirenéus                | Misto: (iii)(iv)(v)(vii)(viii)    | 1997 | O sítio é dominado pela cadeia montanhosa dos Pirenéus ao longo da fronteira franco-espanhola. A seção espanhola abriga dois dos maiores cânions da Europa, enquanto o lado francês abriga três grandes paredes de circo. | [ 66 ]  |
| Residências da Casa de Saboia                                                                             |                                                      | Itália | Turim                              | Cultural: (i)(ii)(iv)(v)          | 1997 | Este sítio compreende 22 palácios e vilas construídos como símbolo do poder monárquico local após a mudança da corte da Casa de Saboia para Turim por Emanuel Felisberto em 1562. Os edifícios, principalmente em estilo barroco, são representativos da arquitetura monumental europeia dos séculos XVII a XVIII. | [ 67 ]  |
| Mosteiro de San Millán de la Cogolla                                                                      |                                                      | Espanha | La Rioja                           | Cultural: (ii)(iv)(vi)            | 1997 | O Mosteiro original de Suso foi fundado em meados do século VI e é o local onde as Glosas Emilianenses foram escritas. Estes códices são considerados os primeiros exemplos escritos das línguas castelhana e basca enquanto o mosteiro é considerado o berço do espanhol escrito e falado. | [ 68 ]  |
| Su Nuraxi de Barumini                                                                                     |                                                      | Itália | Sardenha do Sul                    | Cultural: (i)(iii)(iv)            | 1997 | Su Nuraxi é o melhor e mais completo exemplo de nurago, uma estrutura megalítica defensiva da civilização Nuráguica da Idade do Bronze do segundo milênio a.C. Exclusivos da Sardenha, os nuragos são torres defensivas circulares na forma de cones truncados com câmaras internas. O assentamento foi abandonado no século VI a.C. e a maioria dos nuragos caiu em desuso após a colonização romana no século II a.C. | [ 69 ]  |
| Villa Romana del Casale                                                                                   |                                                      | Itália | Ena                                | Cultural: (i)(ii)(iii)            | 1997 | A vila na Piazza Armerina é uma das vilas romanas mais luxuosas construídas no início do século IV e é um exemplo representativo da economia e da estrutura social de seu período. É ricamente decorada com mosaicos de excepcional qualidade, representando a mais bela coleção in situ de mosaicos romanos do mundo. | [ 70 ]  |
| Zona Arqueológica e Basílica Patriarcal de Aquileia                                                       |                                                      | Itália | Údine                              | Cultural: (iii)(iv)(vi)           | 1998 | Aquileia foi uma das cidades mais ricas do início do Império Romano. Em 452, foi saqueada pelos hunos comandados por Átila; a maior parte da cidade antiga agora permanece preservada e não escavada. A Basílica Patriarcal, com seus pisos em mosaico, data do século IV. Foi reconstruída entre os séculos XI e XIV e desempenhou um papel importante na propagação do cristianismo para uma grande parte da Europa Central no início da Idade Média.                                                                                 | [ 71 ]  |
| Sítios de arte rupestre do Vale do Coa e Siega Verde                                                      |                                                      | Espanha · Portugal | Salamanca Douro                    | Cultural: (i)(iii)                | 1998 | A listagem original de 1998 continha exemplos de arte rupestre do Paleolítico Superior no Vale do Côa, em Portugal. Em 2010, o sítio foi ampliado para incluir 645 gravuras na zona arqueológica de Siega Verde na Espanha. Os dois locais representam a coleção de arte paleolítica ao ar livre mais bem preservada da Península Ibérica. | [ 72 ]  |
| Arte rupestre da bacia mediterrânica da Península Ibérica                                                 |                                                      | Espanha | Castela-Mancha                     | Cultural: (iii)                   | 1998 | O sítio inclui mais de 750 exemplos de arte rupestre do final do período pré-histórico, que apresentam imagens que variam de formas geométricas a cenas de homens caçando animais. | [ 73 ]  |
| Universidade e Bairro Histórico de Alcalá de Henares                                                      |                                                      | Espanha | Madrid                             | Cultural: (ii)(iv)(vi)            | 1998 | A Universidade de Alcalá foi fundada pela iniciativa do Cardeal Cisneros em 1499, sendo o primeiro exemplar de cidade universitária planejada, servindo de modelo para outras universidades europeias e missões espanhóis na América. A cidade é a terra natal de Miguel de Cervantes, conhecido por suas contribuições à língua espanhola e à literatura ocidental. | [ 74 ]  |
| Sítios Arqueológicos de Micenas e Tirinto                                                                 |                                                      | Grécia | Peloponeso                         | Cultural: (i)(ii)(iii)(iv)(vi)    | 1999 | Micenas e Tirinto foram duas das cidades mais importantes da Grécia micênica, que floresceram entre os séculos XV e XII a.C. O Portão do Leão e o Tesouro de Atreu em Micenas foram listados pela UNESCO como "exemplos notáveis do gênio criativo humano". | [ 75 ]  |
| Ibiza, biodiversidade e cultura                                                                           |                                                      | Espanha | Ilhas Baleares                     | Misto: (ii)(iii)(iv)(ix)(x)       | 1999 | A costa de Ibiza é o lar da Posidonia oceanica, uma vegetação marinha encontrada apenas no Mediterrâneo que sustenta um ecossistema costeiro e marinho diversificado. A ilha também contém numerosas ruínas fenícias, sendo as áreas partes mais antigas fortificadas e muradas da cidade datadas do século XVI. | [ 76 ]  |
| Ibiza, biodiversidade e cultura                                                                           |                                                      | Espanha | Ilhas Baleares                     | Misto: (ii)(iii)(iv)(ix)(x)       | 1999 | A costa de Ibiza é o lar da Posidonia oceanica, uma vegetação marinha encontrada apenas no Mediterrâneo que sustenta um ecossistema costeiro e marinho diversificado. A ilha também contém numerosas ruínas fenícias, sendo as áreas partes mais antigas fortificadas e muradas da cidade datadas do século XVI. | [ 76 ]  |
| Centro Histórico (Chora) com o Mosteiro de São João o Teólogo e a Caverna do Apocalipse na Ilha de Patmos |                                                      | Grécia | Egeu Meridional                    | Cultural: (ii)(iv)(vi)            | 1999 | A pequena ilha de Patmos, no Dodecaneso, é considerada o local onde São João, o Teólogo, escreveu seu Evangelho e o Apocalipse. Um mosteiro fundado no final do século X têm sido um local de peregrinação e ensino ortodoxo grego desde então. | [ 77 ]  |
| Vila Adriana, Tivoli                                                                                      |                                                      | Itália | Lazio                              | Cultural: (i)(ii)(iii)            | 1999 | | [ 78 ]  |
| Conjunto Arqueológico de Tarraco                                                                          |                                                      | Espanha | Tarragona                          | Cultural: (ii)(iii)               | 2000 | A proeminente cidade romana de Tarraco, no local da atual Tarragona, serviu como capital das províncias da Hispânia Citerior e, posteriormente, da Hispânia Tarraconensis. O anfiteatro foi construído no século II e a maioria das ruínas ao redor são apenas fragmentos ou preservados sob edifícios mais modernos. | [ 79 ]  |
| Sítio arqueológico de Atapuerca                                                                           |                                                      | Espanha | Burgos                             | Cultural: (iii)(v)                | 2000 | As cavernas da Serra de Atapuerca abrigam vestígios fósseis dos primeiros seres humanos descobertos na Europa, datados em quase um milhão de anos. O Sima de los Huesos ou "Algar dos Ossos" contém a maior coleção do mundo de fósseis de hominídeos. | [ 80 ]  |
| Assis, Basílica de São Francisco e outros sítios franciscanos                                             |                                                      | Itália | Perúgia                            | Cultural: (i)(ii)(iii)(iv)(vi)    | 2000 | | [ 81 ]  |
| Igrejas românicas catalãs de La Vall de Boí                                                               |                                                      | Espanha | Lérida                             | Cultural: (ii)(iv)                | 2000 | O pequeno vale próximo aos Pirenéus possui igrejas em estilo românico decoradas com murais, estátuas e altares românicos. As igrejas são únicas por suas altas torres sineiras quadradas. | [ 82 ]  |
| Cidade de Verona                                                                                          |                                                      | Itália | Verona                             | Cultural: (ii)(iv)                | 2000 | | [ 83 ]  |
| Ilhas Eólias                                                                                              |                                                      | Itália | Messina                            | Natural: (viii)                   | 2000 | | [ 84 ]  |
| Palmeiral de Elche                                                                                        |                                                      | Espanha | Alicante                           | Cultural: (ii)(v)                 | 2000 | O bosque de tamareiras foi formalmente implantado com sistemas de irrigação dos mouros no século X. O palmeiral é um raro exemplo de práticas agrícolas árabes na Europa. | [ 85 ]  |
| Muralha romana de Lugo                                                                                    |                                                      | Espanha | Lugo                               | Cultural: (iv)                    | 2000 | As muralhas construídas para proteger a cidade romana de Lucus no século III permanecem inteiramente intactas e são o melhor exemplo remanescente desta arquitetura militar romana na Europa Ocidental. | [ 86 ]  |
| Catedral de Šibenik                                                                                       |                                                      | Croácia | Šibenik-Knin                       | Cultural: (i)(ii)(iv)             | 2000 | A Catedral de São Tiago é uma basílica de nave tripla com três absides e uma cúpula (32 metros de altura no interior) e é também um dos monumentos arquitetônicos mais importantes do Renascimento no Adriático Oriental. | [ 87 ]  |
| Região Vinhateira do Alto Douro                                                                           |                                                      | Portugal | Trás-os-Montes                     | Cultural: (iii)(iv)(v)            | 2001 | | [ 88 ]  |
| Paisagem cultural de Aranjuez                                                                             |                                                      | Espanha | Madrid                             | Cultural: (ii)(iv)                | 2001 | A paisagem ao redor do Palácio Real de Aranjuez foi aprimorada pela família real espanhola ao longo de três séculos e exemplifica ideias inovadoras de horticultura e decoração. A área foi propriedade exclusiva da família real até o século XIX, quando a cidade civil moderna passou a ter acesso ao conjunto arquitetônico e os jardins. | [ 89 ]  |
| Centro Histórico de Guimarães                                                                             |                                                      | Portugal | Minho                              | Cultural: (ii)(iii)(iv)           | 2001 | | [ 90 ]  |
| Villa d'Este, Tivoli                                                                                      | Ficheiro:Ivoli, Villa d'Este, Fontana dell'Ovato.jpg | Itália | Roma                               | Cultural: (i)(ii)(iii)(iv)(vi)    | 2001 | | [ 91 ]  |
| Cidades do Barroco Tardio do Val di Noto                                                                  |                                                      | Itália | Catânia)                           | Cultural: (i)(ii)(iv)(v)          | 2002 | | [ 92 ]  |
| Monte San Giorgio                                                                                         |                                                      | Itália · Suíça | Lombardia Ticino                   | Natural: (viii)                   | 2001 | | [ 93 ]  |
| Conjuntos Monumentais Renascentistas de Úbeda e Baeza                                                     |                                                      | Espanha | Jaén                               | Cultural: (ii)(iv)                | 2003 | As renovações das duas cidades no século XVI foram feitas sob o emergente estilo renascentista e estão entre os primeiros exemplos deste estilo na Espanha. | [ 94 ]  |
| Sacri Monti do Piemonte e da Lombardia                                                                    |                                                      | Itália | Piemonte Lombardia                 | Cultural: (ii)(iv)                | 2003 | | [ 95 ]  |
| Necrópoles Etruscas de Cerveteri e Tarquinia                                                              |                                                      | Itália | Viterbo                            | Cultural: (i)(iii)(iv)            | 2004 | | [ 96 ]  |
| Paisagem da Cultura da Vinha da Ilha do Pico                                                              |                                                      | Portugal | Açores                             | Cultural: (iii)(v)                | 2004 | | [ 97 ]  |
| Vale Madriu-Perafita-Claror                                                                               |                                                      | Andorra | Andorra-a-Velha                    | Cultural: (v)                     | 2004 | O Vale dos Pirenéus conserva um estilo de vida ligado à pastorícia, bem como um refúgio para animais selvagens raros ou ameaçados. | [ 98 ]  |
| Monumentos Medievais do Kosovo                                                                            |                                                      | Sérvia | Cossovo e Metóquia                 | Cultural: (ii)(iii)(iv)           | 2004 | Os quatro edifícios do local refletem o auge da cultura eclesiástica bizantino-românica, com seu estilo distinto de pintura mural, que se desenvolveu nos Bálcãs entre os séculos XIII e XVII. O Mosteiro Dečani foi construído em meados do século XIV para o rei sérvio Estêvão Uresis III e também é seu mausoléu. | [ 99 ]  |
| Vale de Orcia                                                                                             |                                                      | Itália | Siena                              | Cultural: (iv)(vi)                | 2004 | A paisagem cultural do Val d'Orcia, no interior de Siena, foi cuidadosamente redesenhada durante os séculos XIV e XV de acordo com os ideais estéticos renascentistas. A paisagem é composta por pequenas aldeias, vilas, campos, pastagens, prados e pequenas quintas. | [ 100 ] |
| Centros Históricos de Berati e Gjirokastër                                                                |                                                      | Albânia | Berati                             | Cultural: (iii)(iv)               | 2005 | Berati e Gjirokastër estão inscritos como exemplos raros de uma arquitetura típica do período otomano. Berati testemunha a coexistência de várias comunidades religiosas e culturais ao longo dos séculos e possui um castelo, a maior parte do qual foi construído no século XIII, embora as suas origens remontem ao século IV a.C. Gjirokastër apresenta uma série de casas de dois andares que foram construídas no século XVII além de uma mesquita e duas igrejas do século XVIII.                                                | [ 101 ] |
| Ponte Velha do Centro Histórico de Mostar                                                                 |                                                      | Bósnia e Herzegovina | Herzegovina-Neretva                | Cultural: (vi)                    | 2005 | A Ponte Velha atravessa o rio Neretva e foi construída por Solimão, o Magnífico em 1566, sendo uma das principais construções do período otomano na região. Em 1993, durante a Guerra da Bósnia, a ponte foi bombardeada e destruída pelo Conselho de Defesa da Croácia. Após a guerra, a ponte foi reconstruída usando métodos de construção tradicionais e materiais locais, e reaberta em 2004. | [ 102 ] |
| Siracusa e a Necrópole Rochosa de Pantalica                                                               |                                                      | Itália | Sicília                            | Cultural: (ii)(iii)(iv)(vi)       | 2005 | Siracusa foi fundada no século VIII a.C. pelos coríntios e se tornou uma das cidades mais importantes da Magna Grécia. Um importante monumento desse período é o templo dórico de Apolo. A Necrópole de Pantalica abriga mais de 5.000 túmulos, a maioria datando do século XIII ao VII a.C. | [ 103 ] |
| Génova: Le Strade Nuove e o sistema dos Palazzi dei Rolli                                                 |                                                      | Itália | Génova                             | Cultural: (ii)(iv)                | 2006 | Le Strade Nuove ("as ruas novas") são um conjunto de vias e praças construídas pela aristocracia genovesa no auge da República de Gênova nos séculos XVI e XVII. Os Palazzi dei Rolli são um conjunto de palácios renascentistas e barrocos que se encontravam associados a um particular sistema de alojamento público em residências privadas. | [ 104 ] |
| Ponte da Biscaia                                                                                          |                                                      | Espanha | Biscaia                            | Cultural: (i)(ii)                 | 2006 | A Ponte da Biscaia foi projetada por Alberto Palacio para cruzar o Rio Nervión sem interromper o tráfego marítimo para o Porto de Bilbau. Foi construída em 1893 e é a primeira ponte transportadora do mundo. | [ 105 ] |
| Florestas primárias e antigas de faias dos Cárpatos e de outras regiões da Europa                         |                                                      | Albânia · Alemanha · Áustria · Bélgica · Bósnia e Herzegovina · Bulgária · Chéquia · Croácia · Eslováquia · Eslovênia · Espanha · França · Itália · Macedônia do Norte · Polónia · Roménia · Suíça · Ucrânia |                                    | Natural: (ix)                     | 2007 | As florestas primárias de faias dos Cárpatos são usadas para estudar a propagação da faia (Fagus sylvatica) no Hemisfério Norte em uma variedade de ambientes de floresta. O sítio foi expandido ainda mais em 2017 para incluir florestas em outros 9 países europeus. | [ 106 ] |
| Gamzigrad-Romuliana, Palácio de Galério                                                                   |                                                      | Sérvia | Sérvia Central                     | Cultural: (iii)(iv)               | 2007 | O palácio fortificado romano foi construído pelo Imperador Galério entre o final do século III e início do século IV. Ficou conhecido como Felix Romuliana, em homenagem à mãe do imperador. O sítio listado consiste em fortificações, basílicas, templos, termas romanas e um tetrapilão. | [ 107 ] |
| Ponte Mehmed Paxá Sokolović                                                                               |                                                      | Bósnia e Herzegovina | Podrinje                           | Cultural: (ii)(iv)                | 2007 | A Ponte Mehmed Paša Sokolović, que atravessa o rio Drina, foi concluída em 1577 pelo arquiteto da corte otomana Mimar Sinan por ordem do grão-vizir Sokollu Mehmet Paxá. A ponte possui 179,5 metros de comprimento sobre 11 arcos simétricos e simboliza um ponto de contato cultural entre o cristianismo e o islamismo. | [ 108 ] |
| Antiga Cidade de Corfu                                                                                    |                                                      | Grécia | Ilhas Jónicas                      | Cultural: (iv)                    | 2007 | A Cidade Velha de Corfu, na Ilha de Corfu, nas costas ocidentais da Albânia e da Grécia, está localizada em uma posição estratégica na entrada do Mar Adriático e tem suas raízes no século VIII a.C. Os três fortes da cidade, projetados por renomados engenheiros venezianos, foram usados durante quatro séculos para defender os interesses comerciais marítimos da República de Veneza contra o Império Otomano. | [ 109 ] |
| Mântua e Sabbioneta                                                                                       |                                                      | Itália | Mântua                             | Cultural: (ii)(iii)               | 2008 | Essas duas cidades representam duas abordagens do planejamento urbano do período renascentista. Mântua, fundada na era romana e que preserva estruturas do século XI, foi reformada nos séculos XV e XVI. Sabbioneta foi construída na segunda metade do século XVI por Vespasiano I Gonzaga em planta ortogonal segundo a visão de "cidade ideal" da época. | [ 110 ] |
| Ferrovia Rética na Paisagem da Albula e da Bernina                                                        |                                                      | Itália · Suíça | Sondrio Grisões                    | Cultural: (ii)(iv)                | 2008 | As linhas Albula e Bernina da Ferrovia Rética são duas linhas ferroviárias históricas que atravessam os Alpes suíços construídas no início do século XX, proporcionando uma rota rápida e fácil para muitas cidades alpinas anteriormente isoladas. A construção das ferrovias exigiu superação de obstáculos naturais com uma extensa rede de pontes, galerias e túneis. | [ 111 ] |
| Centro Histórico de San Marino e Monte Titano                                                             |                                                      | San Marino | San Marino                         | Cultural: (iii)                   | 2008 | O sítio serial inclui o Monte Titano, sobre o qual foi construída a cidade de San Marino. O Palazzo Pubblico e a Basílica de San Marino são os destaques arquitetônicos da paisagem cultural circundante. | [ 112 ] |
| Planície de Stari Grad                                                                                    |                                                      | Croácia | Split-Dalmácia                     | Cultural: (ii)(iii)(v)            | 2008 | A Planície de Stari Grad é uma paisagem agrícola que foi criada pelos antigos colonos gregos no século IV a.C. e permanece em uso até hoje. A planície em geral ainda está em sua forma original que foi preservada através de uma manutenção cuidadosa das paredes de pedra ao longo de 24 séculos. | [ 113 ] |
| Dolomitas                                                                                                 |                                                      | Itália | Vêneto Trentino-Alto Ádige         | Natural: (vii)(viii)              | 2009 | Este sítio compreende nove áreas das Dolomitas, uma cordilheira no norte dos Alpes italianos. Há 18 picos acima de 3.000 metros com paisagens montanhosas, incluindo penhascos rochosos, desfiladeiros e vales profundos e estreitos. Do ponto de vista geológico, as rochas representam registros fósseis da vida marinha no período Triássico. | [ 114 ] |
| Torre de Hércules                                                                                         |                                                      | Espanha | Galiza                             | Cultural: (iii)                   | 2009 | Os romanos construíram este farol de 55 metros de altura sobre um rochedo de 57 metros para defender a entrada do porto da Corunha. É o único farol romano totalmente preservado e em funcionamento no mundo. | [ 115 ] |
| Paisagem Cultural da Serra de Tramuntana                                                                  |                                                      | Espanha | Ilhas Baleares                     | Cultural: (ii)(iv)(v)             | 2011 | A paisagem cultural da Serra de Tramuntana, na costa noroeste de Maiorca, foi transformada por milênios de agricultura e gestão de recursos hídricos, como agricultura em terraços e aquedutos. A paisagem arquitetônica que domina a região está centrada em unidades agrícolas de origem feudal. | [ 116 ] |
| Lombardos na Itália. Locais do poder (568-774)                                                            |                                                      | Itália | Lombardia                          | Cultural: (ii)(iii)(vi)           | 2011 | Este sítio serial compreende sete grupos de mosteiros, igrejas e fortalezas associadas aos Lombardos que governaram a Itália do século VI ao século VIII. As artes e a arquitetura refletem a síntese das influências romana, cristã e germânica. Os monumentos listados estão localizados em Brescia, Cividale del Friuli, Castelseprio, Spoleto, Campello sul Clitunno, Benevento e Monte Sant'Angelo. | [ 117 ] |
| Sítios palafíticos pré-históricos em redor dos Alpes                                                      |                                                      | Alemanha · Áustria · Eslovênia · França · Itália · Suíça |                                    | Cultural: (iv)(v)                 | 2011 | Este sítio serial transnacional contém 111 sítios individuais com as ruínas de assentamentos pré-históricos (ou palafitas) construídos por volta de 5.000 a 500 a.C. no margens de lagos, rios ou pântanos nos Alpes. A região possui uma riqueza de informações sobre a vida e o comércio nas culturas agrárias neolíticas e da Idade do Bronze na Europa alpina. | [ 118 ] |
| Cidade-Quartel Fronteiriça de Elvas e as suas Fortificações                                               |                                                      | Portugal | Alentejo                           | Cultural: (iv)                    | 2012 | A cidade fortificada entre os séculos XVII e XIX representa o maior sistema de fosso seco abaluartado da Europa. Dentro de suas muralhas, a cidade de Elvas abriga quartéis e outros edifícios militares, bem como igrejas e mosteiros. As fortificações projetadas pelo jesuíta holandês João Pascácio Cosmander representam o melhor exemplo sobrevivente da tradição holandesa de fortificações. | [ 119 ] |
| Património do mercúrio. Almadén e Idrija                                                                  |                                                      | Espanha · Eslovênia | Ciudad Real Gorízia                | Cultural: (ii)(iv)                | 2012 | Idrija abrigou uma das duas maiores minas de mercúrio do mundo em atividade desde 1490. O sítio apresenta infraestrutura e tecnologia relacionadas à mineração e produção de mercúrio e testemunha o comércio intercontinental do minério, que gerou importantes trocas comerciais e culturais entre Europa e Américas ao longo dos séculos. | [ 120 ] |
| Vilas e Jardins dos Médici na Toscana                                                                     |                                                      | Itália | Toscana                            | Cultural: (ii)(iv)(vi)            | 2013 | Este sítio compreende doze villas e dois jardins construídos sob o patrocínio da Casa dos Médici dos séculos XV a XVII na Toscana. Representam um tipo diferenciado de residência aristocrática, rompendo com a tradição de castelos militares e quintas. Estas residências eram locais de lazer, arte e conhecimento, e foram concebidos de acordo com os princípios do humanismo renascentista. | [ 121 ] |
| Monte Etna                                                                                                |                                                      | Itália | Sicília                            | Natural: (viii)                   | 2013 | O Monte Etna é o estratovulcão mais ativo do mundo, bem como um dos vulcões mais estudados, com pelo menos 2.700 anos de história documentada. Apresenta vários fenômenos vulcânicos típicos, como cones de escória, fluxos e cavernas de lava. A montanha abriga ainda várias espécies endêmicas de fauna e flora. | [ 122 ] |
| Universidade de Coimbra - Alta e Sofia                                                                    |                                                      | Portugal | Coimbra                            | Cultural: (ii)(iv)(vi)            | 2013 | A Universidade de Coimbra foi fundada no final do século XIII na colina sobre a cidade (Alta). Em 1537, transferiu-se para o Paço Real da Alcáçova e serviu de modelo para as outras universidades do mundo lusófono. A cidade de Coimbra está fortemente ligada à universidade e alguns de seus principais edifícios incluem a Sé Velha (do século XII), a Biblioteca Joanina, a Capela de São Miguel e as faculdades ao longo da rua Sofia na cidade.                                                                                 | [ 123 ] |
| Paisagem vinícola do Piemonte: Langhe-Roero e Monferrato                                                  |                                                      | Itália | Cuneo                              | Cultural: (iii)(v)                | 204  | O sítio abrange cinco áreas de cultivo de vinho, bem como o Castelo de Cavour. A produção de vinho existe no Piemonte desde pelo menos a era romana e permanece em atividade desde então. A região também foi um importante local de comércio entre os etruscos e os celtas e abriga vestígios do dialeto local. | [ 124 ] |
| Palermo árabe-normanda e as Catedrais de Cefalù e Monreale                                                |                                                      | Itália | Palermo                            | Cultural: (ii)(iv)                | 2015 | Este sítio serial compreende nove edifícios, construídos durante a época do Reino Normando da Sicília (1130–1194) em um estilo que incorpora características da arte bizantina normando-arábica. Dois palácios, três igrejas, três catedrais (incluindo a suntuosa Catedral de Palermo) e a Ponte dell'Ammiraglio estão listados se destacam no conjunto arquitetônico local. | [ 125 ] |
| Complexo da Caverna de Gorham                                                                             |                                                      | Reino Unido | Gibraltar                          | Cultural: (iii)                   | 2016 | O sítio é integrado por uma rede de quatro cavernas marinhas naturais, sendo o último local conhecido de ocupação neandertal há cerca de 28.000 anos. Evidências de ocupação por humanos modernos também estão presentes no local. | [ 126 ] |
| Cemitério de tumbas medievais stećci                                                                      |                                                      | Bósnia e Herzegovina · Croácia · Montenegro · Sérvia | Herzegovina-Neretva Split-Dalmácia | Cultural: (iii)(vi)               | 2016 | Stećci (ou lápides medievais) são monumentos de monólito encontrados nas regiões da atual Bósnia e Herzegovina, partes da Croácia, Sérvia e Montenegro. Os mais antigos são datados do século XII e atingiram seu aurge de produção nos séculos XIV e XV. A porção croata do sítio transnacional é representada pelo conjunto de tumbas em Dubravka e Cista Velika. | [ 127 ] |
| Ivrea, cidade industrial do século XX                                                                     |                                                      | Itália | Turim                              | Cultural: (iv)                    | 2018 | A Cidade Industrial de Ivrea foi fundada em 1908 por Camillo Olivetti, líder da Olivetti S.p.A. que produzia máquinas de escrever, calculadoras mecânicas e computadores de escritório. O complexo foi, principalmente entre 1930 e 1960, construído de acordo com as ideias do Movimento Comunitário e inclui edifícios industriais, residenciais e públicos e expressa uma visão moderna da relação entre produção industrial e arquitetura.                                                                                          | [ 128 ] |
| Cidade califal de Medina Azahara                                                                          |                                                      | Espanha | Córdova                            | Cultural: (i)(iii)(iv)            | 2018 | Ruínas de uma vasta e fortificada cidade-palácio medieval muçulmana construída por Abderramão III (912–961), o primeiro califa omíada de Córdoba, e localizada na periferia oeste de Córdoba, Espanha. | [ 129 ] |
| Paisagem cultural do Risco Caído e montanhas sagradas de Gran Canária                                     |                                                      | Espanha | Canárias                           | Cultural: (iii)(v)                | 2019 | Situado numa extensa zona montanhosa no centro da Grã Canária, o Risco Caído apresenta falésias, ravinas e formações vulcânicas numa paisagem de rica biodiversidade. A paisagem inclui um grande número de povoados trogloditas que evidenciam a presença de uma cultura canária pré-hispânica a partir da chegada dos berberes norte-africanos por volta do início do século I. | [ 130 ] |
| Santuário do Bom Jesus do Monte em Braga                                                                  |                                                      | Portugal | Minho                              | Cultural: (iv)                    | 2019 | O Santuário do Bom Jesus do Monte está localizado nas encostas do Monte Espinho, acima da cidade de Braga, e é um exemplo de um local de peregrinação à montanhas sagradas. Os principais edifícios foram construídos em estilo barroco, sendo o mais emblemático os Escadório dos Cinco Sentidos. | [ 131 ] |
| Palácio, Basílica, Convento e Tapada de Mafra                                                             |                                                      | Portugal | Lisboa                             | Cultural: (iv)                    | 2019 | O complexo palaciano de Mafra foi construído no início do século XVIII pelo rei João V de Portugal e inclui uma basílica, o palácio real da Casa de Bragança, um mosteiro e uma biblioteca. O complexo da realeza portuguesa foi construído em estilo barroco italiano, inspirado particularmente na arquitetura da cidade de Roma. | [ 132 ] |
| As Colinas de Prosecco de Conegliano e Valdobbiadene                                                      |                                                      | Itália | Vêneto                             | Cultural: (v)                     | 2019 | A paisagem cultural de Conegliano e Valdobbiadene é caracterizada por colinas (ciglioni) que foram transformadas em socalcos e em vinhedos desde o século XVII. A região produz o vinho Prosecco e sua paisagem também inclui florestas, sebes, fazendas e aldeias. | [ 133 ] |
| As obras de Jože Plečnik em Ljubljana – design urbano centrado no ser humano                              |                                                      | Eslovênia | Liubliana                          | Cultural: (iv)                    | 2021 | O sítio serial inclui algumas das principais obras arquitetônicas de Jože Plečnik, incluindo a Igreja de São Miguel e a Biblioteca da Universidade de Ljubljana. | [ 134 ] |
| Paseo del Prado e Buen Retiro, uma paisagem de arte e ciência                                             |                                                      | Espanha | Madrid                             | Cultural: (ii)(iv)(vi)            | 2021 | Toda a área ocupa o local do anterior Palácio do Bom Retiro, construído por Filipe IV de Espanha no início do século XVII. No século XIX, esta área passou a sediar monumentos e edifícios públicos de grande valor arquitetônico e cultural. O complexo turístico é dominado pelo prédio do Centro de Arte Reina Sofia que completa o excepcional conglomerado de museus e centros culturais ao longo do Paseo del Prado. | [ 135 ] |
| Ciclos de afrescos do século XIV em Pádua                                                                 |                                                      | Itália | Pádua                              | Cultural: (ii)                    | 2021 | O sítio compreende oito edifícios religiosos e seculares que abrigam ciclos de afrescos pintados entre 1302 e 1397 por vários pintores proeminentes: Giotto, Guariento di Arpo, Giusto de' Menabuoi, Altichiero da Zevio, Jacopo d'Avanzi e Jacopo da Verona. Os afrescos são inovadores em sua forma de retratar a narrativa alegórica e usam novas técnicas de perspectiva. | [ 136 ] |
| Pórticos de Bolonha                                                                                       |                                                      | Itália | Emília-Romanha                     | Cultural: (iv)                    | 2021 | Durante séculos, os pórticos da cidade de Bolonha foram usados como passarelas protegidas e como locais privilegiados para atividades mercantis. Eram construídos em madeira e alvenaria e, após o século XX, também em betão armado. | [ 137 ] |
| Grandes cidades termais da Europa                                                                         |                                                      | Itália | Pistoia                            | Cultural: (ii)(iii)(iv)(vi)       | 2021 | Grandes Cidades Termais da Europa é um sítio serial transnacional que compreende 11 cidades termais em sete países europeus, onde as águas minerais foram amplamente usadas para fins curativos e terapêuticos antes do desenvolvimento de medicamentos industrializados no século XIX. | [ 138 ] |